# Anton Hering
Anton Hering (1550 – 1610) è stato un giurista tedesco.

Tractatus de fideiussoribus, 1675 (Fondazione Mansutti, Milano).

La sua opera principale, il Tractatus de fideiussoribus (1675), si compone di quattro trattati, di cui uno scritto da Pietro Santerna. La prima edizione risale al 1606, edita a Francoforte, dove si pubblicano anche le riedizioni del 1614 e 1647. In seguito viene ripubblicata a Ginevra (1615, 1675) e Colonia (1724). Il trattato è stato poi diviso in 29 capitoli.